# Mandagery-formatie
De Mandagery-formatie (Mandagery Sandstone Formation) is een vindplaats van fossielen van vissen uit het Laat-Devoon bij Canowindra in de Australische deelstaat New South Wales, vooral bij de zogenaamde "Canowindra Fossil Site". De laatste plaats geldt als nationaal erfgoed. De Mandagery-formatie is samen met de Gogo-formatie in West-Australië de belangrijkste vindplaats van vissen uit het Devoon in Australië.

## Landschap in het Devoon
In het Devoon lag de oostkust van Australië meer naar het westen. Australië maakte destijds deel uit van het zuidelijke supercontinent Gondwana. Uitgebreide draslandgebieden met systemen van meren, rivieren en billabongs die draineerden naar een ondiepe zee lagen in grote delen van Australië. Een dergelijk gebied bevond zich ook bij Canowindra. De fossielen van de Mandagery-formatie zijn ontstaan toen in het Laat-Frasnien of Vroeg-Famennian, 360 tot 370 miljoen jaar geleden, tijdens een extreme droogte een hele leefgemeenschap van volwassen en jonge vissen opgesloten raakte in een waterpoel en vervolgens stierf en door binnen korte tijd door sedimenten werd bedekt.

## Soorten
De pantservissen Bothriolepis veungae en Remigolepis walkeri maken samen 97% van de ichthyfauna van de Mandagery-formatie uit. De verwante Groenlandaspis is met circa vijftig fossielen zeldzamer. Van kwastvinnigen zijn in totaal ongeveer twintig fossielen gevonden, behorend tot Cabonnichthys burnsi, Canowindra grossi, 
Gooloogongia loomesi, Mandageria fairfaxi en de longvis Soederberghia simpsoni. Een vergelijkbare, maar minder rijke, ichthyofauna is gevonden bij Forbes in New South Wales.

## Chronologie van de vondsten
Bij wegwerkzaamheden werd in 1955 de eerste steenplaat van fossielen gevonden bij Canowindra, die vervolgens werd ondergebracht in het Australian Museum. Hernieuwd onderzoek in de jaren negentig van de twintigste eeuw leidde tot de vondst van een groot aantal nieuwe fossielen en de beschrijving van verschillende nieuwe soorten. Inmiddels zijn zo'n vierduizend fossielen van vissen gevonden in de Mandagery-formatie. De vondsten zijn tentoongesteld in het lokale Age of Fishes Museum.